# Streptopelia orientalis
La tórtola oriental (Streptopelia orientalis)
 es una especie de ave columbiforme de la familia Columbidae nativa de Asia.

## Subespecies
Se reconocen varias subespecies:
- S. o. agricola (Tickell, 1833)
- S. o. erythrocephala (Bonaparte, 1855)
- S. o. meena (Sykes, 1832)
- S. o. orientalis (Latham, 1790)
- S. o. orii Yamashina, 1932
- S. o. stimpsoni (Stejneger, 1887)

## Distribución
La subespecie más occidental, meena, se reproduce en la región del Paleártico occidental.
Las poblaciones más meridionales son residentes, pero la mayoría de las otras aves migran al sur para pasar el invierno en la India, las Maldivas, donde es el ave nacional, y el sur de Japón.